# Trachemys gaigeae
Trachemys gaigeae is een schildpad uit de familie moerasschildpadden (Emydidae). De soort werd voor het eerst wetenschappelijk beschreven door Norman Edouard Hartweg in XX. Oorspronkelijk werd de wetenschappelijke naam XX gebruikt.

## Uiterlijke kenmerken
Het rugschild wordt tot 26 centimeter lang en heeft bij juvenielen een kiel op het midden die bij oudere dieren verdwijnt. Het rugschild is lichtbruin en heeft een karakteristieke tekening die bestaat uit een netpatroon van oranje lijnen. Op de marginaalschilden (aan de rand van het schild) is een oranje, gekromde lijn aanwezig evenals een donkere, oog-vormige vlek. Het buikschild is geel tot oranje met een donker deel dat bestaat uit langwerpige lengtestrepen. De huid is lichtbruin, de voorpoten zijn lichter gestreept, tussen de tenen zijn zwemvliezen aanwezig. Op de zijkant van de kop zit een oranje, zwartomzoomde vlek achter het oog. Mannetjes hebben een lager schild dan vrouwtjes, evenals een langere, dikkere staart en een ondiepe kuil in het buikschild. De volwassen mannetjes hebben geen verlengde nagels aan de klauwen, dit in tegenstelling tot verwante soorten.

## Algemeen
Trachemys gaigeae komt voor in Noord-Amerika, in de Verenigde Staten en Mexico. De habitat bestaat uit poelen met een zand- of grindbodem. In de zomer, als de poelen opdrogen, verplaatst de schildpad zich over land naar een andere poel. Deze soort is waarschijnlijk herbivoor in het wild, maar in gevangenschap gehouden exemplaren accepteren ook vis.